# Rizvići
Rizvići su naseljeno mjesto u općini Fojnica, Federacija Bosne i Hercegovine, BiH.
Nalazi se oko 7 kilometaa sjeverno od Fojnice, na padinama Zahora.

## Povijest
Iznad Rizvića na padinama Zahora nalazi se srednjovjekovna građevina Kaštel(i). U srednjem vijeku u nj su se sklanjali franjevci od osmanskih osvajača. Danas je ruševina. I danas stoje dvije zidane kule. U narodu su zvane Bijeli grad i Crni grad. Narodno vjerovanje je da u jednoj od kula postoje željezna vrata na ulazu u neku podzemnu prostoriju s blagom.

## Stanovništvo

### 1991.
Nacionalni sastav stanovništva 1991. godine, bio je sljedeći:
ukupno: 204
- Muslimani - 203
- ostali, neopredijeljeni i nepoznato - 1

### 2013.
Nacionalni sastav stanovništva 2013. godine, bio je sljedeći:
ukupno: 84
- Bošnjaci - 83
- ostali, neopredijeljeni i nepoznato - 1

## Vanjske poveznice
- Satelitska snimka  Arhivirana inačica izvorne stranice od 6. ožujka 2021. (Wayback Machine)